# Ben Turner (homme politique)
Pour les articles homonymes, voir Ben Turner et Turner.
Sir Ben Turner (1863 - 30 septembre 1942) est un syndicaliste anglais et un député travailliste  de Batley et Morley de 1922 à 1924 et de 1929 à 1931.

## Biographie
Né à Holmfirth, Turner affirme plus tard que sa famille a des liens avec les mouvements chartiste et luddite. Il devient ouvrier du textile et rejoint un syndicat pour la première fois en 1883, lorsqu'il participe à une grève des tisserands à Huddersfield . Il est permanent syndical à plein temps à partir de 1889 .
Turner est secrétaire de la branche du district de laine lourde de la West Riding of Yorkshire Power Loom Weavers 'Association à partir de 1892, puis président de l'Union générale des travailleurs du textile et son successeur, l'Union nationale des travailleurs du textile, de 1902 à 1933 .
Partisan de la représentation indépendante des travailleurs, Turner est élu à un conseil scolaire local en 1892 et est membre fondateur du Parti travailliste indépendant en 1893. Aussi cette année-là, il est élu au conseil municipal de Batley, servant pendant de nombreuses années, y compris un mandat en tant que maire de Batley de 1913 à 1916 .
Turner soutient la création du Parti travailliste, siégeant à son Comité exécutif national pendant dix-huit ans, et en tant que président, en 1911. Il se présente au Parlement à de nombreuses reprises et est finalement élu pour Batley et Morley aux élections générales de 1922, perdant son siège en 1924, mais le gagnant en 1929 avant de le perdre une dernière fois aux élections de 1931 . Il sert dans le gouvernement comme secrétaire aux mines pendant un an à partir de 1929 .
Turner est également fortement impliqué dans le Congrès des syndicats (TUC), étant son délégué à la Fédération américaine du travail en 1910, et est président du TUC en 1928, le temps des pourparlers avec Sir Alfred Mond ,.
À l'occasion de ses noces d'or en 1934, Turner écrit un volume de poésie intitulé «Rhymes, verses and poems from a Yorkshire Loom» ( Pontefract, W.McGowan, 1934).